# Edvard Konrad
Edvard Konrad, slovenski psiholog, upokojeni redni profesor na Oddelku za psihologijo Filozofske fakultete Univerze v Ljubljani, * 16. julij 1937, Pančevo, Srbija.
Na Oddelku za psihologijo se je zaposlil leta 1964 kot asistent za industrijsko psihologijo, med letoma 1982 in 1984 je bil predstojnik Oddelka za psihologijo, kot redni profesor pa se je upokojil leta 2008.

## Biografija
Rojen 16.7.1937 v Pančevu. Diplomiral je leta 1964 iz psihologije na Filozofski fakulteti v Ljubljani. Deset mesecev se je izpopolnjeval na psihološkem inštitutu Akademije pedagoških znanosti v Moskvi. Magistrski študij iz industrijske psihologije je zaključil leta 1973, doktorski naziv iz psiholoških znanosti pa si je s temo Ocenjevanje ogroženosti dela in stališča do varnosti pridobil leta 1975. Na Oddelku za psihologijo se je zaposlil leta 1964 kot asistent za industrijsko psihologijo. Med letoma 1982 in 1984 je bil tudi predstojnik Oddelka za psihologijo, kot redni profesor za psihologijo dela pa se je leta 2008 upokojil.

## Pedagoško delo
Zaposlen je bil kot asistent in kasneje predavatelj oziroma profesor pri predmetu Psihologija dela in organizacije za študente četrtega letnika. Bil je tudi mentor na podiplomskem študiju Psihologija dela in organizacije in mentor 5 doktorskih disertacij.

## Raziskovalno delo
Ukvarjal se je s področji kot so motivacija pri delu, organizacijska kultura in psihološka klima v organizaciji, vodenje in delovne kariere. Sodeloval je z delovnimi organizacijami v zvezi z organizacijskim razvojem in pomagal pri izobraževanju vodstvenega kadra. Sodeloval je v mednarodnih projektih kot sta First Organizational Climate/Culture Unified Survey (Katolieke Universiteit Leuven) in Global Leadership And Organizational Effectiveness Research Project (University of Pennsylvania).

## Članstvo v strokovnih združenjih
- Društvo psihologov Slovenije
- Academy of Management
- International Association of Applied Psychology
- European Association for Work and Organizational Psychology
- European Network of Organizational and Work Psychologist